# King of the Road
King of the Road ist ein von Roger Miller geschriebener und 1965 veröffentlichter Country-Song, der sich zum Evergreen entwickelte.

## Entstehungsgeschichte
Als Millers Song Dang Me am 18. Juli 1964 den ersten Rang der Country-Charts erreichte, machte er sich Gedanken über weitere Nachfolgehits, die er auf einem Kreditkartenantrag festhielt. Insgesamt brauchte er sechs Wochen zur Fertigstellung des Stücks.
Am 3. November 1964 versammelt sich um Miller die bewährte Sessionband der Columbia Recording Studios in Nashville, bestehend aus dem Produzenten des Songs Jerry Kennedy (elektrische Gitarre), Harold Bradley (Gitarre), Ray Edenton (Rhythmusgitarre), Bob Moore (Bassgitarre) und Buddy Harman (Schlagzeug). Für das charakteristische Fingerschnippen sorgen neben Kennedy noch Buddy Killen und Thumbs Carlisle. Miller singt und begleitet sich auf der elektrischen Gitarre, beherrscht von der Akkordfolge G-C-D7-G.

## Songinhalt
Während einer Tournee durch den mittleren Westen entdeckte Miller außerhalb von Chicago ein Schild, das für „Trailers for Sale or Rent“ (Wohnwagen zu verkaufen oder vermieten) warb, das er genauso in seinen neuen Song einbaute wie abgetragene Klamotten und Schuhe, Güterwagen und milde Gaben („Handouts“).
Der Song über einen Obdachlosen, der in billigen und nicht verschlossenen Wohnwagen oder als Hobo in Güterzügen übernachtet, keine Steuern zahlt und aufgelesene Zigarrenstummel raucht, zeichnet das Bild einer Generation nomadischer, von der Gesellschaft ausgeschlossener Menschen. So bringen zwei Stunden Kehrarbeit mit dem Besen etwa 50 Cents ein, was dann für eine Übernachtung in einem knapp 9 m² großen Zimmer reicht.

## Erfolg

Roger Miller – King of the Road

Die Hymne auf das ungebundene Leben auf Straße und Schiene wurde zunächst auf dem Album The Return of Roger Miller veröffentlicht, das im Januar 1965 erschien. Nach intensivem Airplay entschloss man sich, King of the Road / Atta Boy Girl noch im gleichen Monat als Single (Smash #1965) zu veröffentlichen. Die Single erreichte am 25. März 1965 den ersten Platz der Country-Charts, den sie für fünf Wochen innehatte. Mit Rang 4 der Pop-Charts bewies der Titel das Crossover-Potenzial. Auch in Großbritannien erreichte das Stück Platz eins. Miller erhielt hierfür im Mai 1965 seine erste Goldene Schallplatte und im August 1966 einen ersten Scheck über 160.000 Dollar Tantiemen von seinem Musikverlag Tree Publishing.
Die Single verkaufte innerhalb der ersten 18 Tage seit Erscheinen 550.000, weltweit insgesamt 2,5 Millionen Exemplare. Die Platte wurde als die am meisten gespielte Single des Jahres zur „Musikbox-Platte 1965“ gekürt.

## Statistik und Auszeichnungen
1966 erhielt Miller für den Song fünf Grammy Awards, nämlich Best Contemporary Rock 'n Roll Single, Best Contemporary Vocal Performance, Best Country & Western Recording, Best Country Male Vocal Performance und Best Country Song sowie zahlreiche Auszeichnungen durch das Musikmagazin Billboard. Das Album The Return of Roger Miller erhielt den NARAS-Award als bestes Country-Album des Jahres 1965. Roger Miller hat BMI zufolge 198 Kompositionen urheberrechtlich registrieren lassen, davon erhielten 11 einen BMI-Award, auch King of the Road.

## Coverversionen
Die Popularität des Titels kommt in seinen mehr als 300 Versionen zum Ausdruck. Jody Miller brachte im April 1965 unter dem Titel Queen of the House einen Antwort-Song heraus. Unter den zahlreichen Fassungen befindet sich die von Hans Bradtke geschriebene deutsche Version Bin nur ein Tramp von Bill Ramsey, die am 1. April 1965 von Heinz Gietz produziert wurde. Dean Martin (August 1965), Jerry Lee Lewis (November 1965), Statler Brothers (30. November 1965) oder sogar Boney M. (auf der am 28. Juli 1978 erschienenen LP Nightflight to Venus) haben den Song aufgegriffen. Erfolg in den europäischen Charts hatten 1990 auch The Proclaimers mit ihrer Coverversion.